# Palaeobrissus hilgardi
Palaeobrissus hilgardi is een zee-egel uit de familie Palaeotropidae.
De wetenschappelijke naam van de soort werd in 1880 gepubliceerd door Alexander Agassiz.